# Daemonorops nigra
Daemonorops nigra är en enhjärtbladig växtart som först beskrevs av Carl Ludwig von Willdenow, och fick sitt nu gällande namn av Carl Ludwig von Blume. Daemonorops nigra ingår i släktet Daemonorops och familjen Arecaceae.
Artens utbredningsområde är Moluckerna. Inga underarter finns listade i Catalogue of Life.